# 101. bojna "Do Drine"
101. bojna "Do Drine" bila je postrojba Hrvatskih obrambenih snaga tijekom rata u Bosni i Hercegovini. Istakla se u obrani grada Sarajeva, koje je cijeli rat bilo pod opsadom.

## Povijest
Prva postrojba HOS-a u Sarajevu osnovana je sredinom 1992. god. Bila je to mala postrojba vojne policije HOS-a, ali kako su neki pripadnici te postrojbe bili u neke incidente, odlučeno je da se ta postrojba raspusti i utemelji isključivo vojnička postrojba HOS-a.  
Vojna postrojba HOS-a u Sarajevu je utemeljena 27. srpnja 1992. godine. Istodobno je utemeljen i Stožer HOS-a Sarajevo, kojem je na čelu bio Mate Matasin, dotadašnji predsjednik HSP-a za grad Sarajevo. HOS u Sarajevu je formirao protu-diverzantski odred koji je 27. siječnja 1993. ušao u sastav 12. brdske brigade ARBiH.
Iako je od vodstvo sarajevskog HOS-a 22. srpnja 1993. zatražilo da se HOS Sarajevo tretira kao samostalna satnija u sastavu 1. korpusa Armije RBiH, satnija je 31. srpnja 1993. podređena 1. motoriziranoj brigadi ARBiH. Krajem 1993. istakla se u borbama za brdo Žuč.
1994. postrojba HOS-a Sarajevo dobiva ime 101. bojna "Do Drine". Iste godine u obilasku postrojbe bili su Dobroslav Paraga i Mate Šarlija Daidža. Postrojba je kasnije bila uklopljena u sastav hrvatske brigade Kralj Tvrtko gdje je i ostala do kraja rata.
Postrojba je raspuštena u travnju 1996., čime je uz IX. bojnu HOS-a iz Splita bila najdugovječnija postrojba HOS-a.